# ちんぴら (甲斐バンドの曲)
「ちんぴら」は、1988年7月6日に発売された甲斐バンドの35枚目のシングル。

## 概要
アルバム『誘惑』からのシングルカットで、映画『極道渡世の素敵な面々』の挿入歌に使用された事を受け、『GOLDEN BEST SELECTION』と銘打ってリリースされた。
カップリングの「シーズン」は、アルバム『GOLD/黄金』に所収されているアルバムバージョンが収録されている。
甲斐バンドのシングルでは最後のアナログ盤である。

## 収録曲
- 全作詞・作曲：甲斐よしひろ

1. ちんぴら
編曲：甲斐よしひろ、ストリングスアレンジ：福井峻
2. シーズン （Album Version）
編曲：甲斐バンド・井上鑑